# اوله بیلی
اوله بیلی (اوکراینی: Олег Юрійович Білий؛ زادهٔ ۲۹ مهٔ ۱۹۹۳) بازیکن فوتبال اهل اوکراین است.
از باشگاه‌هایی که در آن بازی کرده‌است می‌توان به باشگاه فوتبال اوورلا اوژهورود و باشگاه فوتبال کارپاتی لویو اشاره کرد.
وی همچنین در تیم ملی فوتبال Ukraine-16 بازی کرده‌است.